# Первомайский район (Ростов-на-Дону)
Первомайский район — административно-территориальная единица, один из 8 районов города Ростова-на-Дону.

## Население
| 1970     | 1979     | 1989     | 2002     | 2009     | 2010     | 2012     |
| -------- | -------- | -------- | -------- | -------- | -------- | -------- |
| 138 721  | ↗171 756 | ↘154 234 | ↗166 639 | ↗172 523 | ↗175 822 | ↗177 819 |
| 2013     | 2014     | 2015     | 2016     | 2017     | 2018     | 2019     |
| ↗180 061 | ↗182 163 | ↗183 736 | ↗184 783 | ↗186 338 | ↗186 980 | ↗187 427 |
| 2020     | 2021     |          |          |          |          |          |
| ↗189 149 | ↘188 530 |          |          |          |          |          |

## Экономика

### Промышленность
В Первомайском районе расположено 1922 предприятия, на которых работает 58 300 человек. Символом и визитной карточкой района по праву считают: сельхозмашиностроение, авиационный комплекс, приборостроение. Такие предприятия как ООО «КЗ Ростсельмаш», ФГУП «Прибор», ОАО «Гранит», ОАО «Донавиа», ОАО «Ростовский завод гражданской авиации № 412», ООО «Бизон», ОАО «Алмаз» известны далеко за пределами России.

### Торговля
В районе расположено 15 рынков, 4 гостиницы, 714 магазинов.

## Транспорт

### Железнодорожное сообщение
На территории района расположен железнодорожный вокзал пригородного сообщения «Сельмаш».

## Культура
В районе функционируют 50 образовательных учреждений, из них 2 ВУЗа, 20 школ, 5 учреждений среднего специального образования, 23 дошкольных образовательных учреждения.
Крупнейший в городе парк культуры и отдыха им. Островского занимает площадь 200 000 м², на его территории постоянно функционируют детская железная дорога, старейшая в городе автошкола «Автоград»(образован в 1974 году, автор идеи, инициатор, конструктор комплекса, организатор строительства и первый директор Трубачев Евгений Дмитриевич. Создавался изначально как Детская Автошкола для популяризации среди школьников правил безопасности дорожного движения и обучения автоделу. Сейчас переименован в Федеральное автономное учреждение «Ростовская юношеская автомобильная школа», основным профилем является обучение вождению всех желающих от 14 лет на коммерческой основе), многопрофильный спорткомплекс «Олимп-2» вместимостью 15,8 тыс. человек.
Также для отдыха горожан и гостей города создан искусственный водоём — «Ростовское море» — с акваторией в 52 га и обширной лесопарковой зоной лиственных и хвойных пород деревьев.